# حسین محمدزاده
حسین محمدزاده نمایندهٔ دورهٔ نهم و دوازدهم مجلس شورای اسلامی است. او در دوره نهم مجلس، عضو کمیسیون عمران مجلس شورای اسلامی از حوزهٔ انتخابیهٔ درگز در استان خراسان رضوی بود. او همچنین به عنوان نماینده مردم شریف شهرستان درگز در دوازدهمین دوره ی انتخابات مجلس شورای اسلامی شهرستان درگز با نزدیک به ۱۵ هزار رای برای بار دوم به مجلس راه پیدا کرد